# لاديسبولي
تحتل لاديسبولي الحديثة منطقة ألسيوم القديمة، وميناء مدينة سيرفيتيري الأترورية ولاحقًا مستعمرة رومانية استشهد بها شيشرون.لاديسبولي هي بلدة ومدينة في مدينة روما الحضرية، لاتسيو، وسط إيطاليا. تقع على بعد حوالي 35 كيلومترًا (22 ميلًا) غرب وسط روما، على البحر الأبيض المتوسط.

## التاريخ
تحتل لاديسبولي الحديثة منطقة ألسيوم القديمة، وميناء مدينة سيرفيتيري الأترورية ولاحقًا مستعمرة رومانية استشهد بها شيشرون.
تم تدمير الألسيوم في القرن السادس الميلادي، خلال الحرب القوطية، من قبل القوط الشرقيين بقيادة توتيلا. في وقت لاحق، تم بناء قلعة، تسمى بالو، في المنطقة: كانت إقطاعية من أورسيني، ومن عام 1693 ، لعائلة أوديسكالتشي.
تأسست لاديسبولي الحديثة في عام 1888 من قبل لاديسلاو أوديسكالتشي، والتي أخذت اسمها منها.
في أواخر السبعينيات وحتى أوائل التسعينيات، كانت أجزاء من لاديسبولي بمثابة مخيمات للاجئين للمهاجرين السوفييت الذين يسعون للحصول على اللجوء السياسي أو الديني في الدول الغربية (معظمها الولايات المتحدة وكندا وأستراليا ). تم وصف تجربة اليهود من الاتحاد السوفياتي السابق المقيمين في لاديسبولي في الثمانينيات باللغة الإنجليزية لأول مرة بواسطة مكسيم د. شراير في مذكراته الأدبية «في انتظار أمريكا» (2007).

## المعالم السياحية الرئيسية
- مقبرة إتروسكان في مونتيروني وفاكسينا.
- الفيلا الرومانية في بومبي.
- قلعة بالو (1132 م، أعيد بناؤها في القرن السادس عشر).
- كاستيلاتشيو ، إقامة ريفية محصنة.
- حديقة جياردينو ديلي أوركيد سبونتاني ديل ميديترانيو نباتية

## الديموغرافيا
وفقًا لأرقام ISTAT المؤرخة في 31 ديسمبر 2010 ، كان هناك 7711 مواطنًا أجنبيًا يعيشون في لاديسبولي. وكانت الجنسيات الأكثر تمثيلاً حسب نسبتها من إجمالي السكان:
- من رومانيا - 4620 (11.26٪)
- من بولندا - 826 (2.01٪)

## مشاهير
- أندريا زيتولو، عالمة
- روبرتو روسيليني ، مخرج الفيلم

## مدينتان توآم
- Benicarló، Spain
- Heusenstamm، Germany
- Saint-Savin, France
- Łeba, Poland
- Castroville, USA
- Teteven, Bulgaria
- Tinos, Greece
- Malle, Belgium

## روابط خارجية
- الموقع الرسمي باللغة الإيطالية
- نقل المطار من وإلى روما